# Halacarsantia setosa
Halacarsantia setosa is een pissebed uit de familie Santiidae. De wetenschappelijke naam van de soort is voor het eerst geldig gepubliceerd in 2004 door Shimomura & Ariyama.